# Bryan Wilson
Bryan Ronald Wilson, né le 25 juin 1926 à Leeds et mort le 9 octobre 2004 à Middleton Stoney dans l'Oxfordshire, a été lecteur (Reader) honoraire en sociologie à l'université d'Oxford et président de la Société internationale pour la sociologie des religions (International Society for the Sociology of Religion) 1971-1975.
Eileen Barker, James A. Beckford, Karel Dobbelaere l'ont appelé « doyen des études sociologiques de religion en Grande-Bretagne ». Massimo Introvigne, directeur du Centre pour l'étude des nouvelles religions, l'a décrit comme « un des sociologues les plus distingués du XXe siècle » et comme quelqu'un qui a exercé « une influence cruciale sur la sociologie des religions, non seulement par ses nombreuses publications mais également par le biais de générations de ses étudiants diplômés ».

## Vie universitaire
Bryan Wilson a passé ses années d'étudiant à préparer une licence à l'université de Leicester qu'il a obtenue avec mention très bien de l'université de Londres en 1952. Il a continué ses études sous la supervision de Donald MacRae à la London School of Economics, où, en 1955, il a défendu sa thèse doctorale publiée sous le titre Sects and Society en 1961. 
Wilson a alors pris un poste de Maître de conférence à l'université de Leeds jusqu'en 1962, date à laquelle l'université d'Oxford lui a attribué une maîtrise et l'a nommé lecteur en sociologie. Un an après, il est devenu fellow de All Souls College d'Oxford, c’est-à-dire membre de l'université d'Oxford, institution vers laquelle il a continué à se tourner après chacun de ses nombreux séjours en Europe, Amérique, Afrique, Asie, ou Australie en tant que chercheur ou professeur consultant. En 1984, l'université d'Oxford lui a attribué le titre de docteur ès lettres. En 1992, à l'occasion de la célébration des cent ans des sciences sociales, l'université catholique de Louvain, Belgique lui a donné le titre de docteur honoris causa pour sa contribution exceptionnelle à la sociologie des religions. Il a également reçu un doctorat honorifique de l'université Sōka, au Japon.

## Travaux et publications
Il fut membre fondateur de l'association universitaire pour la sociologie des religions. De 1971 à 1975, il fut président du CISR maintenant connu sous le nom de Société internationale pour la sociologie des religions. À la conférence de 1991, il est devenu le premier membre à recevoir la présidence honorifique de la société. Il était rédacteur européen du journal pour l'étude scientifique de la religion, se reposant sur le bureau éditorial de la revue annuelle de la science sociale de la religion, en partageant la responsabilité des publications en langue anglaise des questions de SISR du Compass Social.
Wilson a exercé une influence formatrice sur la sociologie des religions en Grande-Bretagne. Il a apporté de larges contributions à la sociologie des religions et plus particulièrement du sectarisme religieux et de la sécularisation. Il a mis en avant les recherches sur la sociologie des religions dans le monde entier. Ses articles et ouvrages fournissent des réflexions provoquant l'étude de l'apostasie et des apostats.
En 1959 dans An Analysis of Sect Development de la revue sociologique américaine et dans son livre Sects and Society (Heinemann 1961) - une étude des églises d'Elim, du Christadelphians, et de la Science chrétienne (basée sur sa thèse doctorale à l'école des sciences économiques de Londres) - peut être considéré comme le fondement ou l'origine des études contemporaines universitaires des nouveaux mouvements religieux, auxquelles Wilson plus tard a contribué par son influent Dimensions sociales du sectarisme : sectes et nouveaux mouvements religieux dans la société contemporaine paru en 1990 aux presses universitaires d'Oxford sous le titre anglais The Social Dimensions of Sectarianism: Sects and New Religious Movements in Contemporary Society. Dans son livre Magie et Millénaire sous le titre anglais Magic and the Millennium (Heinemann 1973), il était également un pionnier dans l’étude du millénarisme, bien des années avant que ce domaine soit mis en lumière.
Il a conduit les recherches sur les mouvements religieux des minorités au Royaume-Uni, aux États-Unis, au Ghana, au Kenya, en Belgique et au Japon. Son travail impliquait la lecture des publications de ces mouvements et, dans la mesure du possible, la participation de leurs membres au travers de leurs réunions, services et églises.
Sa dernière recherche s'est concentrée sur les rapports entre les groupes religieux des minorités, l’État et la loi.
« On se rappellera également de Wilson en tant qu'un des champions universitaires à la pointe de la défense de la liberté religieuse au XXe siècle. Il a défendu les nouveaux mouvements religieux et autres minorités contre les diverses vagues des campagnes internationales antisectes, pour aucune autre raison personnelle que son amour passionné de la liberté et la justice, puisqu'il s'est défini en tant qu'athée. » dira Massimo Introvigne dans Memoriam: Bryan Ronald Wilson, 1926-2004
Eileen Barker, James A. Beckford, Karel Dobbelaere l'ont appelé « le doyen des études sociologiques des religions en Grande-Bretagne ». Déclarant que, pour honorer Wilson, « elles représentent des milliers d'autres acteurs autour du monde qui lui doivent une énorme dette de gratitude pour l'enrichissement qu'il a apporté à notre compréhension des sociétés modernes ».
Ces personnalités décrivent Wilson en tant qu'« acteur d'une intégrité incontestable ». « Wilson montre une attention scrupuleuse au détail dans une large approche théorique qui non seulement instruit et éclaire mais aussi stimule ses lecteurs. Il est rare de trouver quelqu'un occupé par une recherche originale qui ait été si influent au niveau théorique. Ses conférences et écritures, pleines des nuances et des subtilités, sont des modèles de clarté et d'élégance. »

## Le modèle de classification des «sectes» de Wilson
Dans son livre Religious Sects : a Sociological Study, Wilson a développé en 1970 une typologie des sectes religieuses (commencée en 1959 avec quatre catégories) qui a beaucoup été utilisée ensuite. Les catégories qu'il a définies sont parfois traduites ainsi : conversionnistes (conversion intérieure), révolutionnaires (Dieu transformera le monde), « introversionnistes » (rupture d'avec le monde corrompu), manipulatrices (techniques d'accès à la réussite), thaumaturgiques (intervention miraculeuse de Dieu), réformistes (réforme volontaire de la conscience), utopistes (reconstruction sociale à partir de la religion).Ses catégories sont fondamentalement basées sur le rapport du groupe religieux à la société, sur l'éventuel rejet ou intégration des objectifs et des moyens de cette dernière.